# Верхній Алиштан
Верхній Алишта́н (рос. Верхний Алыштан, башк. Үрге Алаштан) — присілок у складі Федоровського району Башкортостану, Росія. Адміністративний центр Булякаївської сільської ради.
Населення — 351 особа (2010; 322 в 2002).
Національний склад:
- мордва — 69%